# رنجبران دریا
کارگران دریا (به فرانسوی: Les Travailleurs de la mer) نام یک رمان است که توسط ویکتور هوگو، نویسندهٔ نامدار فرانسوی نوشته شده است. این کتاب یکی از آثار مشهور ادبی جهان است.
داستان کتاب از جایی شروع می‌شود که شخصی به‌نام لوتیری برای نجات کشتی خود از غرق شدن به ناچار اعلام می‌کند که هر کسی که بتواند از این امر جلوگیری کند می‌تواند با برادرزادهٔ او ازدواج کند که دختری به‌نام دروشت است. در این بین ژیلیات پیش قدم می‌شود. ژیلیات صیادی گوشه‌گیر و اهل مطالعه است که محبوبیت چندانی بین مردم شهر ندارد زیرا در خانه‌ای زندگی می‌کند که همه آن را جن زده می‌دانند. او مدت‌هاست که عاشق دروشت و در آرزوی وصال است. ژیلیات در راه عشق جان خود را کف دست می‌گیرد و هزاران بار با مرگ گلاویز می‌شود؛ اما چون فکر رسیدن به دروشت را در سر دارد از این خطرها هراسی ندارد. در نهایت، تلاش بی‌وقفهٔ او به ثمر می‌رسد و موفق می‌شود که موانع را کنار بزند. او بی‌خبر از همه جا خیال وصال یار را در سر می‌پروراند و خیال‌بافی می‌کند غافل از این‌که دروشت خود عاشق کشیشی به‌نام اینزر است. ناگفته نماند که ژیلیات پیش از این اینزر را در حالی‌که بر روی تخته سنگی به خواب رفته است و جزر و مد دریا او را به زیر آب می‌کشاند، پیدا می‌کند و از غرق شدن نجات می‌دهد.